# Mid-Ohio Sports Car Challenge 2010
Navigation
Édition précédente Édition suivante
Le Mid-Ohio Sports Car Challenge 2010 (2010 Mid-Ohio Sports Car Challenge), disputé sur le 7 aout 2010 sur le Mid-Ohio Sports Car Course est la cinquième manche de American Le Mans Series 2010 et la 39e édition de cette manifestation sportive.

## Qualifications
| Pos. | Classe | N° | Écurie                     | Pilote                  | Temps          | Grille |
| ---- | ------ | -- | -------------------------- | ----------------------- | -------------- | ------ |
| 1    | LMP    | 8  | Drayson Racing             | Jonny Cocker            | 1 min 10 s 034 | 1      |
| 2    | LMP    | 16 | Dyson Racing Team          | Chris Dyson             | 1 min 10 s 966 | 2      |
| 3    | LMP    | 1  | Patrón Highcroft Racing    | Simon Pagenaud          | 1 min 11 s 360 | 3      |
| 4    | LMP    | 37 | Intersport Racing (en)     | Clint Field             | 1 min 14 s 008 | 4      |
| 5    | LMPC   | 55 | Level 5 Motorsports        | Christophe Bouchut      | 1 min 15 s 906 | 5      |
| 6    | LMPC   | 52 | PR1/Mathiasen Motorsports  | Luis Díaz               | 1 min 16 s 141 | 6      |
| 7    | LMPC   | 89 | Genoa Racing               | Kyle Marcelli           | 1 min 16 s 557 | 7      |
| 8    | LMPC   | 99 | Green Earth Team Gunnar    | Gunnar Jeannette        | 1 min 16 s 573 | 8      |
| 9    | LMPC   | 36 | Genoa Racing               | Frankie Montecalvo      | 1 min 17 s 973 | 9      |
| 10   | LMPC   | 95 | Level 5 Motorsports        | Scott Tucker            | 1 min 18 s 339 | 10     |
| 11   | LMP    | 5  | Libra Racing               | Andrew Prendeville (en) | 1 min 19 s 351 | 11     |
| 12   | GT     | 61 | Risi Competizione          | Toni Vilander           | 1 min 19 s 682 | 12     |
| 13   | GT     | 62 | Risi Competizione          | Gianmaria Bruni         | 1 min 19 s 759 | 13     |
| 14   | GT     | 4  | Corvette Racing            | Oliver Gavin            | 1 min 20 s 019 | 14     |
| 15   | GT     | 3  | Corvette Racing            | Jan Magnussen           | 1 min 20 s 189 | 15     |
| 16   | GT     | 90 | BMW Rahal Letterman Racing | Joey Hand               | 1 min 20 s 267 | 16     |
| 17   | GT     | 02 | Extreme Speed Motorsports  | Guy Cosmo               | 1 min 20 s 498 | 17     |
| 18   | GT     | 92 | BMW Rahal Letterman Racing | Tommy Milner            | 1 min 20 s 548 | 18     |
| 19   | GT     | 45 | Flying Lizard Motorsports  | Patrick Long            | 1 min 20 s 612 | 19     |
| 20   | GT     | 01 | Extreme Speed Motorsports  | Scott Sharp             | 1 min 20 s 884 | 20     |
| 21   | GT     | 40 | Robertson Racing           | David Murry             | 1 min 21 s 771 | 21     |
| 22   | GT     | 17 | Team Falken Tire (en)      | Bryan Sellers           | 1 min 21 s 805 | 22     |
| 23   | GT     | 75 | Jaguar RSR                 | Marc Goossens           | 1 min 22 s 125 | 23     |
| 24   | GT     | 44 | Flying Lizard Motorsports  | Seth Neiman             | 1 min 24 s 848 | 24     |
| 25   | GTC    | 54 | Black Swan Racing          | Jeroen Bleekemolen      | 1 min 24 s 954 | 25     |
| 26   | GTC    | 48 | ORBIT/Paul Miller Racing   | Bryce Miller            | 1 min 25 s 260 | 26     |
| 27   | GTC    | 32 | GMG Racing                 | James Sofronas          | 1 min 25 s 729 | 27     |
| 28   | GTC    | 88 | Velox Motorsports          | Shane Lewis             | 1 min 26 s 105 | 28     |
| 29   | GTC    | 23 | Alex Job Racing            | Bill Sweedler           | 1 min 27 s 059 | 29     |
| 30   | GTC    | 28 | 911 Design                 | Doug Baron              | 1 min 28 s 267 | 30     |
| 31   | LMP    | 12 | Autocon Motorsports        | Pas de temps            | Pas de temps   | 31     |
| 32   | GTC    | 63 | TRG                        | Pas de temps            | Pas de temps   | 32     |
| 33   | LMP    | 6  | Muscle Milk Team Cytosport | Pas de temps            | Pas de temps   | 33     |

## Course
Voici le classement provisoire au terme de la course :
- Les vainqueurs de chaque catégorie sont signalés par un fond jauni.
- Pour la colonne Pneus, il faut passer le curseur au-dessus du modèle pour connaître le manufacturier de pneumatiques.

| Pos.   | Cat  | N° | Écurie                     | Pilotes                                      | Châssis                                 | Pneus | Tours |
| Pos.   | Cat  | N° | Écurie                     | Pilotes                                      | Moteur                                  | Pneus | Tours |
| ------ | ---- | -- | -------------------------- | -------------------------------------------- | --------------------------------------- | ----- | ----- |
| 1      | LMP  | 16 | Dyson Racing Team          | Chris Dyson Guy Smith                        | Lola B09/86                             | D     | 119   |
| 1      | LMP  | 16 | Dyson Racing Team          | Chris Dyson Guy Smith                        | Mazda MZR-R 2.0 L I4 Turbo (Isobutanol) | D     | 119   |
| 2      | LMP  | 1  | Patrón Highcroft Racing    | David Brabham Simon Pagenaud                 | HPD ARX-01C                             | M     | 119   |
| 2      | LMP  | 1  | Patrón Highcroft Racing    | David Brabham Simon Pagenaud                 | HPD AL7.R 3.4 L V8                      | M     | 119   |
| 3      | LMPC | 55 | Level 5 Motorsports        | Scott Tucker Christophe Bouchut              | Oreca FLM09                             | M     | 115   |
| 3      | LMPC | 55 | Level 5 Motorsports        | Scott Tucker Christophe Bouchut              | Chevrolet LS3 6.2 L V8                  | M     | 115   |
| 4      | LMP  | 12 | Autocon Motorsports        | Bryan Willman Tomy Drissi                    | Lola B06/10                             | D     | 114   |
| 4      | LMP  | 12 | Autocon Motorsports        | Bryan Willman Tomy Drissi                    | AER P32C 4.0 L V8 Turbo (E85 Ethanol)   | D     | 114   |
| 5      | LMPC | 52 | PR1/Mathiasen Motorsports  | Ricardo González Luis Díaz                   | Oreca FLM09                             | M     | 114   |
| 5      | LMPC | 52 | PR1/Mathiasen Motorsports  | Ricardo González Luis Díaz                   | Chevrolet LS3 6.2 L V8                  | M     | 114   |
| 6      | LMPC | 99 | Green Earth Team Gunnar    | Gunnar Jeannette Elton Julian                | Oreca FLM09                             | M     | 113   |
| 6      | LMPC | 99 | Green Earth Team Gunnar    | Gunnar Jeannette Elton Julian                | Chevrolet LS3 6.2 L V8                  | M     | 113   |
| 7      | LMPC | 89 | Intersport Racing (en)     | Brian Wong Kyle Marcelli                     | Oreca FLM09                             | M     | 113   |
| 7      | LMPC | 89 | Intersport Racing (en)     | Brian Wong Kyle Marcelli                     | Chevrolet LS3 6.2 L V8                  | M     | 113   |
| 8      | LMPC | 95 | Level 5 Motorsports        | Scott Tucker Andy Walace                     | Oreca FLM09                             | M     | 113   |
| 8      | LMPC | 95 | Level 5 Motorsports        | Scott Tucker Andy Walace                     | Chevrolet LS3 6.2 L V8                  | M     | 113   |
| 9      | GT   | 62 | Risi Competizione          | Jaime Melo Gianmaria Bruni                   | Ferrari F430 GTE                        | M     | 112   |
| 9      | GT   | 62 | Risi Competizione          | Jaime Melo Gianmaria Bruni                   | Ferrari 4.0 L V8 (E85 Ethanol)          | M     | 112   |
| 10     | GT   | 4  | Corvette Racing            | Olivier Beretta Oliver Gavin                 | Chevrolet Corvette C6.R                 | M     | 112   |
| 10     | GT   | 4  | Corvette Racing            | Olivier Beretta Oliver Gavin                 | Chevrolet 5.5 L V8 (E85 Ethanol)        | M     | 112   |
| 11     | GT   | 92 | BMW Rahal Letterman Racing | Bill Auberlen Tommy Milner                   | BMW M3 GT2                              | D     | 112   |
| 11     | GT   | 92 | BMW Rahal Letterman Racing | Bill Auberlen Tommy Milner                   | BMW 4.0 L V8 (E85 Ethanol)              | D     | 112   |
| 12     | GT   | 45 | Flying Lizard Motorsports  | Jörg Bergmeister Patrick Long                | Porsche 911 GT3 RSR                     | M     | 112   |
| 12     | GT   | 45 | Flying Lizard Motorsports  | Jörg Bergmeister Patrick Long                | Porsche 4.0 L Flat-6 (E85 Ethanol)      | M     | 112   |
| 13     | GT   | 01 | Extreme Speed Motorsports  | Scott Sharp Johannes van Overbeek            | Ferrari F430 GTE                        | M     | 112   |
| 13     | GT   | 01 | Extreme Speed Motorsports  | Scott Sharp Johannes van Overbeek            | Ferrari 4.0 L V8                        | M     | 112   |
| 14     | GT   | 90 | BMW Rahal Letterman Racing | Dirk Müller Joey Hand                        | BMW M3 GT2                              | D     | 112   |
| 14     | GT   | 90 | BMW Rahal Letterman Racing | Dirk Müller Joey Hand                        | BMW 4.0 L V8 (E85 Ethanol)              | D     | 112   |
| 15     | LMPC | 36 | Genoa Racing               | Christian Zugel Frankie Montecalvo           | Oreca FLM09                             | M     | 111   |
| 15     | LMPC | 36 | Genoa Racing               | Christian Zugel Frankie Montecalvo           | Chevrolet LS3 6.2 L V8                  | M     | 111   |
| 16     | GT   | 44 | Flying Lizard Motorsports  | Patrick Pilet Seth Neiman                    | Porsche 911 GT3 RSR                     | M     | 111   |
| 16     | GT   | 44 | Flying Lizard Motorsports  | Patrick Pilet Seth Neiman                    | Porsche 4.0 L Flat-6 (E85 Ethanol)      | M     | 111   |
| 17     | GT   | 17 | Team Falken Tire (en)      | Bryan Sellers Wolf Henzler                   | Porsche 911 GT3 RSR                     | F     | 110   |
| 17     | GT   | 17 | Team Falken Tire (en)      | Bryan Sellers Wolf Henzler                   | Porsche 4.0 L Flat-6                    | F     | 110   |
| 18     | GT   | 75 | Jaguar RSR                 | Paul Gentilozzi Marc Goossens                | Jaguar XKRS                             | Y     | 107   |
| 18     | GT   | 75 | Jaguar RSR                 | Paul Gentilozzi Marc Goossens                | Jaguar 5.0 L V8                         | Y     | 107   |
| 19     | GTC  | 54 | Black Swan Racing          | Tim Pappas Jeroen Bleekemolen                | Porsche 911 GT3 Cup                     | Y     | 106   |
| 19     | GTC  | 54 | Black Swan Racing          | Tim Pappas Jeroen Bleekemolen                | Porsche 3.8 L Flat-6                    | Y     | 106   |
| 20     | GTC  | 32 | GMG Racing                 | Bret Curtis James Sofronas                   | Porsche 911 GT3 Cup                     | Y     | 105   |
| 20     | GTC  | 32 | GMG Racing                 | Bret Curtis James Sofronas                   | Porsche 3.8 L Flat-6                    | Y     | 105   |
| 21     | GTC  | 23 | Alex Job Racing            | Bill Sweedler Romeo Kapudija                 | Porsche 911 GT3 Cup                     | Y     | 105   |
| 21     | GTC  | 23 | Alex Job Racing            | Bill Sweedler Romeo Kapudija                 | Porsche 3.8 L Flat-6                    | Y     | 105   |
| 22     | GTC  | 48 | ORBIT/Paul Miller Racing   | Bryce Miller Luke Hines                      | Porsche 911 GT3 Cup                     | M     | 105   |
| 22     | GTC  | 48 | ORBIT/Paul Miller Racing   | Bryce Miller Luke Hines                      | Porsche 3.8 L Flat-6                    | M     | 105   |
| 23     | GTC  | 88 | Velox Motorsports          | Shane Lewis Jerry Vento                      | Porsche 911 GT3 Cup                     | Y     | 103   |
| 23     | GTC  | 88 | Velox Motorsports          | Shane Lewis Jerry Vento                      | Porsche 3.8 L Flat-6                    | Y     | 103   |
| 24     | GTC  | 63 | TRG                        | Henri Richard Spencer Pumpelly               | Porsche 911 GT3 Cup                     | Y     | 103   |
| 24     | GTC  | 63 | TRG                        | Henri Richard Spencer Pumpelly               | Porsche 3.8 L Flat-6                    | Y     | 103   |
| 25     | GTC  | 28 | 911 Design                 | Loren Beggs Doug Baron                       | Porsche 911 GT3 Cup                     | Y     | 103   |
| 25     | GTC  | 28 | 911 Design                 | Loren Beggs Doug Baron                       | Porsche 3.8 L Flat-6                    | Y     | 103   |
| 26 DNF | LMP  | 37 | Intersport Racing (en)     | Jon Field Clint Field                        | Lola B06/10                             | D     | 100   |
| 26 DNF | LMP  | 37 | Intersport Racing (en)     | Jon Field Clint Field                        | AER P32C 4.0 L V8 Turbo (E85 Ethanol)   | D     | 100   |
| 27 DNF | GT   | 61 | Risi Competizione          | Giancarlo Fisichella Toni Vilander           | Ferrari F430 GTE                        | M     | 100   |
| 27 DNF | GT   | 61 | Risi Competizione          | Giancarlo Fisichella Toni Vilander           | Ferrari 4.0 L V8 Turbo (E85 Ethanol)    | M     | 100   |
| 28 DNF | GT   | 02 | Extreme Speed Motorsports  | Ed Brown Guy Cosmo                           | Ferrari F430 GTE                        | M     | 96    |
| 28 DNF | GT   | 02 | Extreme Speed Motorsports  | Ed Brown Guy Cosmo                           | Ferrari 4.0 L V8                        | M     | 96    |
| 29     | GT   | 40 | Robertson Racing           | David Robertson Andrea Robertson David Murry | Ford GT-R Mk. VII                       | D     | 96    |
| 29     | GT   | 40 | Robertson Racing           | David Robertson Andrea Robertson David Murry | Ford 5.0 L V8                           | D     | 96    |
| 30 DNF | GT   | 3  | Corvette Racing            | Jan Magnussen Johnny O'Connell               | Chevrolet Corvette C6.R                 | M     | 49    |
| 30 DNF | GT   | 3  | Corvette Racing            | Jan Magnussen Johnny O'Connell               | Chevrolet 5.5 L V8 (E85 Ethanol)        | M     | 49    |
| 31 DNF | LMP  | 5  | Libra Racing               | Andrew Prendeville (en) Chris Buncombe       | Radical SR9                             | D     | 44    |
| 31 DNF | LMP  | 5  | Libra Racing               | Andrew Prendeville (en) Chris Buncombe       | Nissan (IES) 4.0 L V8                   | D     | 44    |
| 32 DNF | LMP  | 8  | Drayson Racing             | Paul Drayson Jonny Cocker                    | Lola B09/60                             | M     | 39    |
| 32 DNF | LMP  | 8  | Drayson Racing             | Paul Drayson Jonny Cocker                    | Judd GV5.5 S2 5.5 L V10 (E85 ethanol)   | M     | 39    |
| DNS    | LMP  | 6  | Muscle Milk Team Cytosport | Greg Pickett Klaus Graf                      | Porsche RS Spyder Evo                   | M     | -     |
| DNS    | LMP  | 6  | Muscle Milk Team Cytosport | Greg Pickett Klaus Graf                      | Porsche MR6 3.4 L V8                    | M     | -     |